# مارتن جتو
مارتن جتو (فرانسوی: Martin Djetou‎؛ زادهٔ ۱۵ دسامبر ۱۹۷۴) بازیکن سابق فوتبال اهل فرانسه است.
از باشگاه‌هایی که در آن بازی کرده‌است می‌توان به باشگاه فوتبال موناکو، باشگاه فوتبال استراسبورگ، باشگاه فوتبال بولتون واندررز، باشگاه فوتبال پارما، باشگاه فوتبال نیس، باشگاه فوتبال فولام و باشگاه فوتبال نیس اشاره کرد.
وی همچنین در تیم ملی فوتبال فرانسه بازی کرده‌است.